# 행크 맨
행크 맨(영어: Hank Mann, 본명: 데이비드 윌리엄 리버먼, 본명 영어: David William Lieberman, 1887년 5월 28일 ~ 1971년 11월 25일)은 러시아제국 태생의 미국의 희극 배우이자 무성 영화 스타이다.

## 참여 작품
- 마벨스 스트레인지 프레디커먼트
- 20분의 사랑
- 코트 인 어 카바레
- 녹아웃 (1914년 영화)
- 마벨스 매리드 라이프
- 페이스 온 더 바 룸 플로어
- 틸리스 펑처드 로맨스
- 패튼트 레더 키드
- 시티 라이트
- 스카페이스 (1932년 영화)
- 걸 프롬 미주리
- 악마는 여자다
- 더 빅 브로드캐스트 오브 1936
- 모던 타임스 (영화)
- 스미스씨 워싱턴에 가다
- 위대한 독재자
- 게리 쿠퍼의 재회
- 한 발은 천국에
- 말타의 매 (1941년 영화)
- 만찬에 온 사나이
- 킹스 로우
- 성조기의 행진
- 오페라의 유령 (1943년 영화)
- 탱크 유어 럭키 스타스
- 쉐인 온 하베스트 문 (1944년 영화)
- 아세닉 엔 올드 레이스
- 춤추는 대뉴욕
- 젊은이의 양지 (1951년 영화)
- 외야의 천사들 (1951년 영화)
- 마이 페이버릿 스파이 (1951년 영화)
- 오명의 목장
- 프린스 밸리언트 (1954년 영화)
- 돌아오지 않는 강
- 브리가둔
- 히트 더 덱
- 애보트와 코스텔로 미이라 만나다
- 우정있는 설복
- 페이튼 플레이스
- 마지막 함성
- 뜨거운 것이 좋아 (1959년 영화)
- 강박충동
- 건 힐의 결투
- 침묵의 소리 (1960년 영화)